# Vitalià
|  | Per a altres significats, vegeu «Papa Vitalià». |

Vitalià (en llatí Vitalianus) va ser un militar romà del segle iii.
Va ser prefecte del pretori sota Maximí el Traci, i el millor instrument per exercir la crueltat del seu cap. Va ser assassinat a Roma l'any 238 per emissaris dels proclamats emperadors Gordians quan encara el que havia passat a Àfrica no era conegut a Roma.